# 帽蕊木
帽蕊木（学名：Mitragyna rotundifolia），为茜草科帽蕊木属下的一个植物种。